# Halichoeres leucoxanthus
Espèce
Statut de conservation UICN

 LC  : Préoccupation mineure
Halichoeres leucoxanthus, communément nommé labre canari à points noirs ou girelle jaune et blanche , est un poisson osseux de petite taille de la famille des Labridae endémique de l'océan Indien. 

## Description
Le labre canari à points noirs est un poisson de petite taille qui peut atteindre une longueur maximale de 12 cm pour les mâles.
Le corps est fin, relativement allongé, sa bouche est terminale et la coloration du corps varie en fonction des phases de maturité.
En phase juvénile, le corps est entièrement jaune vif, deux ocelles noires ponctuent la nageoire dorsale et un autre est présent sur le pédoncule caudale.
En phase terminale, les caractéristiques du corps changent guère, seule la tête devient jaune et verte avec des lignes rosâtres et on note aussi l'estompage progressif des ocelles.

## Distribution & habitat
Le labre canari à points noirs est présent dans les eaux tropicales et subtropicalesde l'Océan Indien des Laquedives aux Chagos jusqu'à l'île de Java incluant au passage la Mer d'Andaman .
Le labre canari à points noirs apprécie les secteurs potentiellement riches en nourriture comme les fonds sablonneux ainsi que les zones d'éboulis à proximité des récifs entre 15 et 50 mètres de profondeur.

## Biologie
Le labre canari à points noirs est un prédateur qui se nourrit essentiellement de petits invertébrés comme des crustacés, des mollusques, des vers, des échinodermes qu'il capture sur le substrat ou dans le sable . Il vit et cherche sa nourriture en petits groupes .
Comme la majorité des labres, le labre canari à points noirs est hermaphrodite protogyne, à savoir que les individus commencent leur existence en tant que femelle et possèdent la capacité de devenir mâle plus tard.

## Statut de conservation
L'espèce ne fait face à aucune menace importante en dehors de la collecte pour le marché de l’aquariophilie, elle est toutefois classée en "préoccupation mineure"(LC) par l'UICN.